# Rebelião de Münster
A rebelião de Münster (em alemão: Täuferreich von Münster, "domínio anabatista de Münster") foi uma tentativa dos anabatistas radicais de estabelecer um governo sectário comunitário na cidade alemã de Münster — então sob o grande Príncipe-Bispado de Münster no Sacro Império Romano.
A cidade estava sob domínio anabatista desde fevereiro de 1534, quando a prefeitura foi tomada e Bernhard Knipperdolling instalado como prefeito, até sua queda em junho de 1535. Foi Melchior Hoffman, que iniciou o batismo de adultos em Estrasburgo em 1530, e sua linha de anabatismo escatológico, que ajudou a lançar as bases para os eventos de 1534-1535 em Münster.

## Rebelião

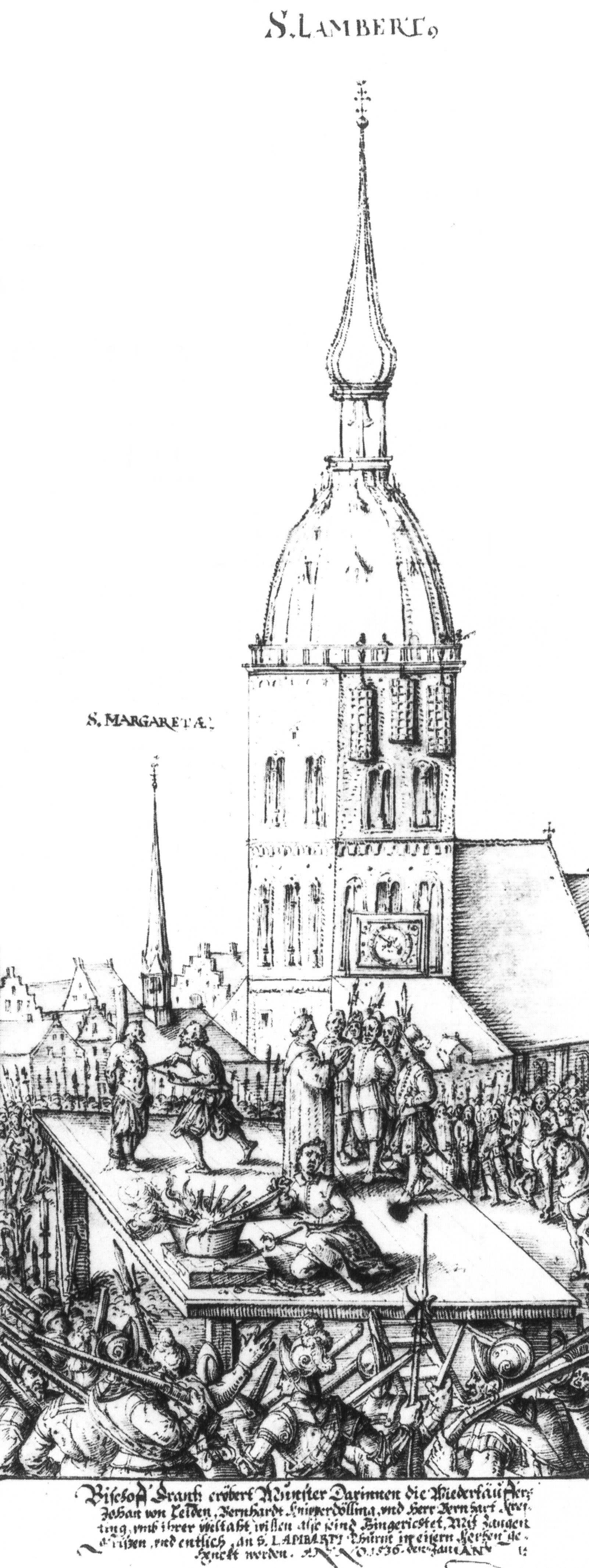
Desenho histórico da execução dos líderes da rebelião. No fundo, as gaiolas já estão colocadas no antigo campanário da igreja de St. Lambert

Após a Guerra dos Camponeses Alemães (1524-1525), uma tentativa vigorosa de estabelecer a teocracia foi feita em Münster, na Vestfália (1532-1535). Aqui, o grupo ganhou considerável influência, por meio da adesão de Bernhard Rothmann, o pastor luterano, e vários cidadãos proeminentes; e os líderes, Jan Matthys (também escrito Matthijs, Mathijsz, Matthyssen, Mathyszoon), um padeiro de Haarlem, e Jan Bockelson (ou Beukelszoon), um alfaiate de Leiden. Bernhard Rothmann foi um oponente incansável e mordaz do catolicismo e um escritor de panfletos que foram publicados por seu aliado e rico comerciante de lã Bernhard Knipperdolling. Os panfletos inicialmente denunciavam o catolicismo de uma perspectiva luterana radical, mas logo começaram a proclamar que a Bíblia clamava pela igualdade absoluta do homem em todas as questões, incluindo a distribuição da riqueza. Os panfletos, que foram distribuídos por todo o norte da Alemanha, convocaram com sucesso os pobres da região a se juntarem aos cidadãos de Münster para compartilhar a riqueza da cidade e se beneficiar espiritualmente por serem os eleitos do céu.
Com tantos adeptos na cidade, nas eleições para a magistratura, Rothmann e seus aliados tiveram pouca dificuldade em obter a posse da cidade, e colocar Bernhard Knipperdolling como prefeito após depor os magistrados luteranos, que, até então, tinham visto ele como um aliado em sua própria desconfiança e antipatia pelos católicos. Matthys era um seguidor de Melchior Hoffman, que, após a prisão de Hoffman em Estrasburgo, obteve um número considerável de seguidores nos Países Baixos, incluindo Bockelson, que ficou conhecido como John de Leiden. John de Leiden e Gerrit Boekbinder tinham visitado Münster e voltaram com um relatório de que Bernhard Rothmann estava lá ensinando doutrinas semelhantes às deles. Matthys identificou Münster como a "Nova Jerusalém " e, em 5 de janeiro de 1534, vários de seus discípulos entraram na cidade e introduziram o batismo de adultos. Rothmann aparentemente aceitou o " re batismo" naquele dia, e bem mais de 1 000 adultos foram logo batizados. Vigorosos preparativos foram feitos, não apenas para manter o que havia sido ganho, mas para espalhar suas crenças para outras áreas. Os muitos luteranos que saíram foram superados em número pelos anabatistas que chegavam, houve uma orgia de iconoclastia em catedrais e mosteiros, e o rebatismo tornou-se obrigatório. A propriedade dos emigrantes era compartilhada com os pobres e logo foi emitida uma proclamação de que todas as propriedades deveriam ser mantidas em comum.

## Siege
A cidade foi então sitiada por Franz von Waldeck, seu bispo expulso. Em abril de 1534 no domingo de Páscoa, Matthys, que havia profetizado o julgamento de Deus sobre os ímpios naquele dia, fez uma investida com apenas doze seguidores, acreditando que ele era um segundo Gideão, e foi cortado com todo o seu bando. Ele foi morto, sua cabeça decepada e colocada em um poste para que todos na cidade vissem, e seus órgãos genitais pregados no portão da cidade.
John de Leiden, de 25 anos, foi posteriormente reconhecido como o sucessor político e religioso de Matthys, justificando sua autoridade e ações pelo recebimento de visões do céu. Sua autoridade cresceu, até que finalmente ele se proclamou o sucessor de David e adotou a regalia real, honras e poder absoluto na nova "Sião". Havia pelo menos três vezes mais mulheres em idade de casar do que homens agora na cidade e ele tornou a poligamia obrigatória e ele mesmo tomou dezesseis esposas. (Diz-se que John decapitou Elisabeth Wandschererno por se recusar a se casar com ele; este ato pode ter sido falsamente atribuído a ele após sua morte.) Enquanto isso, a maioria dos residentes de Münster estava morrendo de fome como resultado do cerco que durou um ano.
Após longa resistência, a cidade foi tomada pelos sitiantes em 24 de junho de 1535 e João de Leiden e vários outros líderes anabatistas proeminentes foram capturados e presos. Em janeiro de 1536, João de Leiden, Bernhard Knipperdolling e mais um seguidor proeminente, Bernhard Krechting, foram torturados e executados no mercado de Münster. Seus corpos foram exibidos em gaiolas penduradas na torre da Igreja de St. Lambert. Os ossos foram removidos mais tarde, mas as gaiolas ainda estão lá.

## Consequências

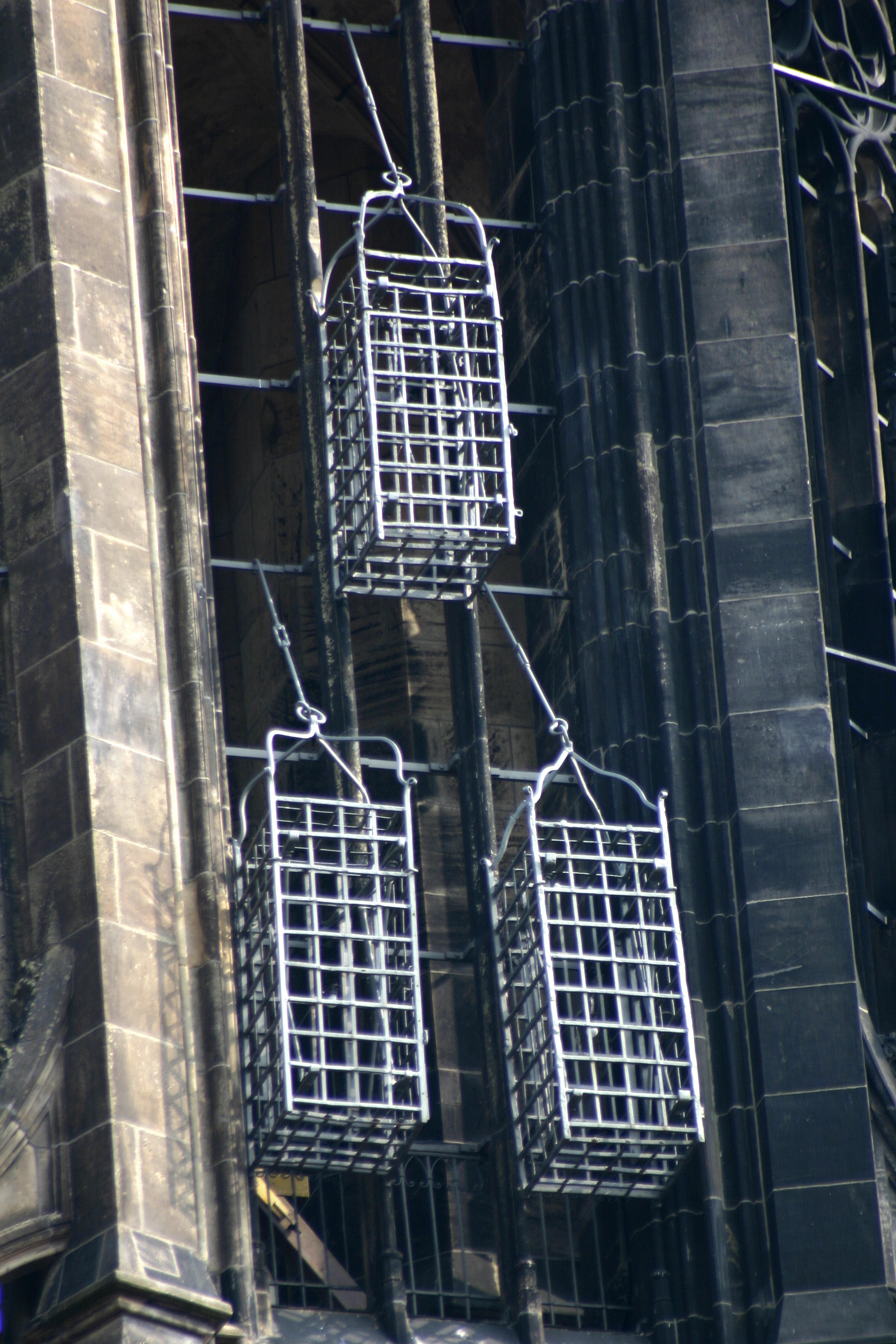
Jaulas dos líderes da Rebelião de Münster no campanário da Igreja de St. Lambert

A rebelião de Münster foi um momento decisivo para o movimento anabatista. Nunca mais teve oportunidade de assumir importância política, pois tanto os poderes civis católicos como os luteranos adotaram medidas rigorosas para contrariar isso. É difícil traçar a história subsequente do grupo como um corpo religioso, por meio de mudanças nos nomes usados e nas crenças defendidas.
Os Batenburgers sob o comando de Jan van Batenburg preservaram a violenta corrente milenarista do anabatismo visto em Münster. Eles eram polígamos e acreditavam que a força era justificada contra qualquer um que não pertencia à sua seita. Seu movimento passou à clandestinidade após a supressão da Rebelião de Münster, com membros se passando por católicos ou luteranos, conforme necessário. Alguns anabatistas não resistentes encontraram líderes em Menno Simons e os irmãos Obbe e Dirk Philips, líderes anabatistas holandeses que repudiaram as doutrinas distintas dos anabatistas de Münster. Este grupo acabou se tornando conhecido como Menonitas depois de Simons. Eles rejeitaram qualquer uso de violência e pregaram uma fé baseada na compaixão e no amor ao inimigo.
Em agosto de 1536, os líderes de grupos anabatistas influenciados por Melchior Hoffman se reuniram em Bocholt na tentativa de manter a unidade. A reunião incluiu seguidores de Batenburg, sobreviventes de Münster, David Joris e seus simpatizantes, e os anabatistas não resistentes. Nessa reunião, as principais áreas de disputa entre as seitas foram o casamento polígamo e o uso da força contra os não-crentes. Joris propôs um acordo declarando que ainda não havia chegado o momento de lutar contra as autoridades e que não seria sensato matar qualquer não-anabatista. Os anabatistas reunidos concordaram com o compromisso de não haver mais força, mas a reunião não impediu a fragmentação do anabatismo.

## Obras de ficção
- Le prophète, uma 1849 opera de Giacomo Meyerbeer que torna a rebelião altamente ficcional
- Q, by Luther Blissett ISBN 0-15-101063-3.
- Speak to Her Kindly: A Novel of the Anabaptists, de Jonathan Rainbow, ISBN 1-57921-590-4
- Toelle, Tom Toelle (1993). König der letzten Tage (King of the last days) (TV-series). Germany: unknown – Mini-série histórica alemã que retrata os acontecimentos da Rebelião de Münster.
- The Unfortunate Traveller por Thomas Nashe descreve os eventos da rebelião
- The Abyss "L'Œuvre au noir", de Marguerite Yourcenar
- The Garden of Earthly Delights de Nicholas Salaman
- The Friends of God, de Peter Vansittart
- Perfection, de Anita Mason
- Rules for a Film about Anabaptists,[6] filme de Georg Brintrup,[7] Alemanha 1975/76
- Die Wiedertäufer, uma peça de Friedrich Dürrenmatt, traduzida para o inglês por Lauren Friesen como The Anabaptists (MSS não publicado em várias bibliotecas, incluindo a Graduate Theological Union)
- Orfeo, romance de Richard Powers, cujo protagonista compõe uma ópera que reconta a história
- In Nomine Dei, uma peça de José Saramago
- Divara – Wasser und Blut (Divara, Water and Blood), uma ópera em língua alemã de Azio Corghi com um libreto do compositor após a peça de Saramago